# David Chaillou (compositeur)
Pour les articles homonymes, voir Chaillou.
 (janvier 2020).
Œuvres principales
- Litle Nemo, opéra pour enfants
- Symphonie du bout des terres
- Légendes, cycle pour piano solo
- Léger au front, musique de scène
- Solo pour violon
- Gulf stream, quatuor à cordes
- Nunc Dimittis, chœur a cappella
- Philomène et les Ogres, conte musical

David Chaillou est un compositeur français né en 1971 à Paris.

## Biographie
Formé au Conservatoire national supérieur de musique de Paris et à la Sorbonne, il écrit pour diverses formations (instruments seuls, petits ensembles, voix, orchestre, musique mixte). 
Sa musique à la fois expressive et expérimentale se situe entre la musique française (Grisey, Dutilleux, Debussy, Ravel) et le courant minimaliste. Elle combine une forme d'impressionnisme moderne et de post minimalisme,.
Il a reçu des commandes de l’Orchestre de Bretagne, du Comité pour les 500 ans de la Trinité-des- Monts à Rome ou encore du festival Beethoven de Bonn dans le cadre des commémorations des 50 ans du Traité de l’Élysée entre la France et l’Allemagne.
Ses œuvres ont été diffusées sur Radio France (France culture, France Musique), Radio Classique, ORF (Autriche), WDR3, NDR, BR-Klassik , RBB (Allemagne), Rai3 (Italie) Radio Orpheus (en) (Russie), RTS (Suisse), YLE (Finlande) RTBF Musiq3 , Belgisher Rundfunk 1 (Belgique), Arte, Mezzo, Telewizja Polska (Pologne), France Télévisions. Elles ont été jouées aux USA et dans différents pays européens, dont la Finlande.
Sa musique a été enregistrée en Autriche pour les labels Gramola et Preiser Records et aux USA pour Urtext Digital Classics. En février 2020 est paru, Légendes son premier disque monographique chez Fuga Libera (Outhere) avec la pianiste Laura Mikkola. Légendes a reçu les cinq étoiles de la radio RBB-Kultur (Berlin) et la note maximale du magazine Piano-News (Germany). 
Quelques réalisations :
- La nuit des hiéroglyphes, commande nationale. Musique pour piano, deux percussions, harpe et sons électroniques. Spectacle mis en scène par Benjamin Lazar, avec Raphaelle Delaunay, Joseph Paris (Art video). Créé à l'Institut de France le 27 septembre 2022.

- Un détour par l'Orient, pièce de théâtre musical, pour percussions, flûte, harpe et récitant. Texte Gérard Macé. Créé par les instrumentistes de l'orchestre et Jacques Bonnaffé le 23 mai 2022[7] à l'Opéra de Paris (Amphithéâtre).
- Da pacem domine, pour choeur, orgue, orchestre, créé le 2 avril 2022 [8]à l'Eglise de la Trinité à Paris par le choeur de la Trinité, et l'orchestre des Muses dirigés par Till Aly.

- Little Nemo[9] (livret d’Arnaud Delalande et Olivier Balazuc), opéra à partir de sept ans. Créé à Angers-Nantes Opéra et à l’Opéra de Dijon en 2017 avec la mezzo-soprano Chloé Briot et l’Ensemble Ars Nova. Cette œuvre a été lauréate du prix de l’Association Beaumarchais (SACD). Diffusion France-Musique ;
- Léger au front[10], spectacle-performance représenté au Théâtre de l’Athénée à Paris en 2018 avec le sculpteur Patrice Alexandre, mis en scène par Jacques Gamblin. Version allemande avec l'acteur Karl Markovics. Version française jouée par Jacques Gamblin et Olivier Balazuc ;
- Tableaux, mélodie sur une poésie de Picasso créée au Musée d’Orsay à Paris (Chloé Briot, Julien Beaudiment dédicataires). Diffusion France Musique ;
- Solo pour violon, créé par Valeria Zorina à l’Auditorium national de Madrid en 2019.

Les pièces les plus anciennes de David Chaillou ont été éditées aux Éditions Billaudot. Depuis mars 2021, ses partitions sont publiées aux éditions  Universal Edition Musikverlag.  David Chaillou est également maître de conférences à l'université de Lille (Inspe). Il a été invité comme compositeur par différentes universités à l'étranger dont l'Université de Cambridge (Faculté de musique) et le Mozarteum.

## Catalogue

### Pièces de concert

#### Instruments seuls
- Les mains nues pour piano. Création Moisès Fernàndez Via. La Puda. Festival Les Serenates d'Estiu
- Empreintes pour piano, hommage à Beethoven. Création François-Frédéric Guy au Beethovenfest, Beethoven Hall, Bonn (Allemagne)
- Une voix pour piano. Création Nina Barkalaya au Conservatoire Tchaïkovski, Moscou
- Diableries pour piano. Création publique Jeffrey Grice à l’amphithéâtre Richelieu de la Sorbonne, Paris. Éditions Gérard Billaudot
- Légende pour piano
- Mirages pour piano
- Blocs pour piano
- Temps inverses pour piano
- Pluie blanche pour piano
- Temps inverses pour piano
- Plein air pour piano
- Final pour piano
- Au piano de Sibelius pour piano, création en 2020.
- Seul pour violoncelle. Création Emmanuel Bellanger au Conservatoire national supérieur de musique et de danse de Paris. Éditions Gérard Billaudot.
- Solo pour violoncelle, création en 2020.
- Solliloquy pour flûte solo.
- Solo pour violon, créé par Valeria Zorina (dédicataire) à l’Auditorium national de Madrid en 2019.

#### Musique de chambre
- Gulf stream pour quatuor à cordes. Commande de l’orchestre de Bretagne pour les 100 ans de l’écrivain Louis Guilloux. Éditions Gérard Billaudot
- Vita Nova pour quatuor à cordes. Edition Universal.
- Sur un visage pour sextuor à vent
- Rappoport pour trio à cordes avec voix. Commande de l’Ariam Ile de France, sélectionné pour les 30 ans de l’Ariam. Création Cité internationale des Arts de Paris.
- Duo violon violoncelle créé par Christophe Pantillon et Clara Fleider, Radio autrichienne ORF, Mozarteum[15].

#### Orchestre
- Da pacem, pour choeur, orchestre, orgue et voix soliste. Edition Universal.  Dirigé par Till Aly.
- Symphonie du bout des terres, commande de l’orchestre de Bretagne. Dirigé par Stefan Sanderling. Éditions Gérard Billaudot
- Rhapsodie pour orchestre
- Paris miniature (le IXe arrondissement de Paris), mouvement concertant pour violon et orchestre. Commande de la Mairie de Paris. Création Auditorium Saint-Germain (Orchestre du Conservatoire supérieur de Paris, direction Xavier Delette

#### Œuvre vocale
- Nunc Dimittis pour chœur a cappella. Crée par le chœur sacré de Paris[16] (Direction Till Ally)
- Magnificat pour chœur mixte et orgue. Commande pour les 500 ans de la Trinité-des-Monts à Rome. Création à la Trinité-des-Monts
- Une mélodie sur un texte de Pauline Bernon-Bruley pour contre-ténor et piano
- Prose du suaire sur un texte de Michel Deguy pour trois voix de femmes[17].Création par Trio Chrysilis (Isabelle de Biron, Sylvie Deguy, Christine Raphaël). Maison de l’Amérique latine, Paris.
- Mémoire de Loire sur un texte de Michel Chaillou pour mezzo, un acteur, chœur mixte et ensemble instrumental. Création Salle Vasse. Jean-Louis Vicart et Isabelle Sokoja[18].
- Le chêne et le roseau d'après Jean de la Fontaine pour clavecin et chœur d'enfants
- Tableaux, mélodie sur une poésie de Picasso créée au Musée d’Orsay à Paris [19](Chloé Briot, Julien Beaudiment). Diffusion France Musique

### Musiques de scène
- Un détour par l'Orient (d'après le livre de Gérard Macé). Œuvre pour trois musiciens (Percussions, harpe, flûte)  et  un récitant.  Opéra de Paris.
- Little Nemo opéra tout public en 3 actes (livret Arnaud Delalande, Olivier Balazuc)[20]
- Conrad musique originale pour une série d’émission pour France-Culture. Réalisation Philippe Taroni
- Léger au front pour trois instruments et bande magnétique avec Jacques Gamblin et Patrice Alexandre. Commande du département de la Marne et du conseil général de Champagne-Ardenne. Lauréat Fondation la Poste[21]
- Philomène et les ogres, conte pour enfants, texte Arnaud Delalande, créé par Jean-Pierre Marielle et Agathe Nathanson. Création à Alès[22]

### Musique pour le jeune public et pièces pédagogiques
- Philomène avec Jean-Pierre Marielle et Agathe Nathanson. Version théâtre (2015)[23]
- L’orchestre d’Odilon Le Grillon (quintette et récitant), livre-disque texte et images Antoon Kings Gallimard Jeunesse. Sélectionné par le Crédit mutuel[24]
- Trois petites miniatures pour piano, commande d'Argenteuil création à Argenteuil
- Philomène et les Ogres pièce pour flûte, percussions, piano et chœur d’enfants. Texte Arnaud Delalande, livre-disque Gallimard Jeunesse[25]

### Cinéma et films musicaux
- Solo[26] interprété par Annabelle Berthomé-Reynolds (violon), film de Philippe Mottet, réalisé grâce au soutien de la Sacem (2020).
- Nocturne, réalisé par Grégoire Pont et produit par Stéphan Aubé pour le Louisiana Museum of Modern Art, Danemark (2018)
- Santo Subito, 52 minutes réalisé par Grzegorz Tomcak. Stella Production (2014)
- David et la mort de Marat réalisé par Martin Fraudeau, produit par Caméra Lucida / Arte production)
- À la lisière réalisé par Fabianny Deschamps. Paraiso productions. Diffusé sur France 2[27]
- Léger au front réalisé par Philippe Lanfranci. Camera Lucida productions. Diffusé sur la chaîne Histoire. Sélection FIFA (Montréal)
- Caserne réalisé par François Barat. Stella productions. Diffusé sur France 3. Sélection FIPA (Biarritz)
- La Mort de Jean Philippe Gatien réalisé par Christophe Régin sur un scénario de Denis Podalydès. Cinéma émergence 13ème cession (2011)[28]

## Discographie
- Légendes par Laura Mikkola, piano. CD monographique édité par Fuga Libera/Outhere (2020).
- Les mains nues par Moisès Fernandez via, œuvres de Federico Mompou, Lili Boulanger, David Chaillou. Édité par Urtext Digital classics (2015)
- Paroles de violoncelle par Christophe Pantillon, David Chaillou. Seul, monologue pour violoncelle. Édité par Gramola (2013)
- Paris-Vienne-Moscou par Aron Quartett, David Chaillou, Maurice Ravel, Dmitri Chostakovitch. Édité par Preiser Records (2010)
- Philomène et les ogres, conte fantastique lu par Jean-Pierre Marielle et Agathe Natanson, mis en musique par David Chaillou. Édité chez Gallimard Jeunesse
- L'orchestre d'Odilon le Grillon, raconté par Pierre Samuel. Édité chez Gallimard Jeunesse

## Publications
(août 2025).
- Napoléon et l'Opéra (éditions Fayard)[29]

## Récompenses et distinctions
- 2004 - Grand prix de la Fondation Napoléon pour son livre Napoléon et l'Opéra (éditions Fayard)